# Hussein Ali
Hussein Haydar Hussein Ali (Malmö, 1 maart 2002) is een Iraaks-Zweeds voetballer die doorgaans speelt als rechtsback. In juli 2022 verruilde hij Örebro SK voor sc Heerenveen. Ali maakte in 2023 zijn debuut in het Iraaks voetbalelftal.

## Clubcarrière
Ali speelde in de jeugd van Malmö FF uit zijn geboorteplaats. Hij verkaste in augustus 2019 naar Örebro SK nadat hij bij Malmö geen nieuwe verbintenis had gekregen. Zijn professionele debuut maakte hij op 21 september van dat jaar, in de Allsvenskan tegen IFK Norrköping. Van deze club werd met 3–0 verloren en Ali mocht het gehele duel meespelen op de positie van rechtsback. In de jaren 2020 en 2021 kreeg hij meer wedstrijden achter zijn naam. Dat laatste seizoen leverde voor Örebro een degradatie op naar de Superettan. In de daarop volgende zomer werkte Ali een proefperiode af bij sc Heerenveen. Met succes, want twee weken later tekende hij een contract voor drie seizoenen in Friesland. Hij debuteerde op 13 augustus 2022 tegen Feyenoord (0-0). Hij kwam in de 90e minuut in het veld voor Thom Haye.

## Clubstatistieken
| Seizoen | Club          | Competitie  | Competitie | Competitie | Beker | Beker | Internationaal | Internationaal | Totaal | Totaal |
| Seizoen | Club          | Competitie  | Wed.       | Dlp.       | Wed.  | Dlp.  | Wed.           | Dlp.           | Wed.   | Dlp.   |
| ------- | ------------- | ----------- | ---------- | ---------- | ----- | ----- | -------------- | -------------- | ------ | ------ |
| 2019    | Örebro SK     | Allsvenskan | 3          | 0          | 0     | 0     | —              | —              | 3      | 0      |
| 2020    | Örebro SK     | Allsvenskan | 22         | 0          | 1     | 0     | —              | —              | 23     | 0      |
| 2021    | Örebro SK     | Allsvenskan | 27         | 0          | 3     | 0     | —              | —              | 30     | 0      |
| 2022    | Örebro SK     | Superettan  | 6          | 0          | 2     | 0     | —              | —              | 8      | 0      |
| 2022/23 | sc Heerenveen | Eredivisie  | 6          | 0          | 1     | 0     | —              | —              | 7      | 0      |
| 2023/24 | sc Heerenveen | Eredivisie  | 15         | 0          | 1     | 0     | —              | —              | 16     | 0      |
| 2024/25 | sc Heerenveen | Eredivisie  | 4          | 0          | 1     | 0     | —              | —              | 5      | 0      |
| Totaal  | Totaal        | Totaal      | 83         | 0          | 9     | 0     | 0              | 0              | 92     | 0      |

Bijgewerkt op 6 maart 2025.

## Interlandcarrière
Ali speelde voor verschillende Zweedse jeugdelftallen, maar koos uiteindelijk voor Irak. Hij debuteerde op 7 september 2023 voor dat land, tegen India in een vriendschappelijke wedstrijd (2–2, winst na strafschoppen). Hij mocht van bondscoach Jesús Casas in de basis starten en werd in de rust naar de kant gehaald voor mededebutant Amin Al-Hamawi (Helsingborgs IF). De andere Iraakse debutant dit duel was André Alsanati (FK Sirius). Op 11 juni 2024 maakte Ali zijn eerste doelpunt voor Irak, tegen Vietnam in de kwalificatiereeks voor het WK 2026. Mede door zijn treffer ging de wedstrijd met 3–1 gewonnen.
| Interlands van Hussein Ali voor Irak | Interlands van Hussein Ali voor Irak | Interlands van Hussein Ali voor Irak | Interlands van Hussein Ali voor Irak | Interlands van Hussein Ali voor Irak | Interlands van Hussein Ali voor Irak | Interlands van Hussein Ali voor Irak |
| №                                    | Datum                                | Wedstrijd                            | Uitslag                              | Competitie                           | Goals                                |                                      |
| Als speler bij sc Heerenveen         | Als speler bij sc Heerenveen         | Als speler bij sc Heerenveen         | Als speler bij sc Heerenveen         | Als speler bij sc Heerenveen         | Als speler bij sc Heerenveen         | Als speler bij sc Heerenveen         |
| ------------------------------------ | ------------------------------------ | ------------------------------------ | ------------------------------------ | ------------------------------------ | ------------------------------------ | ------------------------------------ |
| 1                                    | 7 september 2023                     | Irak – India                         | 2 – 2 (7 – 6 n.s.)                   | Vriendschappelijk                    |                                      |                                      |
| 2                                    | 10 september 2023                    | Thailand – Irak                      | 2 – 2 (6 – 7 n.s.)                   | Vriendschappelijk                    |                                      |                                      |
| 3                                    | 16 november 2023                     | Irak – Indonesië                     | 5 – 1                                | WK 2026 kwalificatie                 |                                      |                                      |
| 4                                    | 21 november 2023                     | Vietnam – Irak                       | 0 – 1                                | WK 2026 kwalificatie                 |                                      |                                      |
| 5                                    | 6 januari 2024                       | Irak – Zuid-Korea                    | 0 – 1                                | Vriendschappelijk                    |                                      |                                      |
| 6                                    | 15 januari 2024                      | Indonesië – Irak                     | 1 – 3                                | AK 2023                              |                                      |                                      |
| 7                                    | 19 januari 2024                      | Irak – Japan                         | 2 – 1                                | AK 2023                              |                                      |                                      |
| 8                                    | 29 januari 2024                      | Irak – Jordanië                      | 2 – 3                                | AK 2023                              |                                      |                                      |
| 9                                    | 21 maart 2024                        | Irak – Filipijnen                    | 1 – 0                                | WK 2026 kwalificatie                 |                                      |                                      |
| 10                                   | 26 maart 2024                        | Filipijnen – Irak                    | 0 – 5                                | WK 2026 kwalificatie                 |                                      |                                      |
| 11                                   | 6 juni 2024                          | Indonesië – Irak                     | 0 – 2                                | WK 2026 kwalificatie                 |                                      |                                      |
| 12                                   | 11 juni 2024                         | Irak – Vietnam                       | 3 – 1                                | WK 2026 kwalificatie                 | 12'                                  |                                      |
| 13                                   | 5 september 2024                     | Irak – Oman                          | 1 – 0                                | WK 2026 kwalificatie                 |                                      |                                      |
| 14                                   | 10 september 2024                    | Koeweit – Irak                       | 0 – 0                                | WK 2026 kwalificatie                 |                                      |                                      |
| 15                                   | 10 oktober 2024                      | Irak – Palestina                     | 1 – 0                                | WK 2026 kwalificatie                 |                                      |                                      |
| 16                                   | 15 oktober 2024                      | Zuid-Korea – Irak                    | 3 – 2                                | WK 2026 kwalificatie                 |                                      |                                      |
| 17                                   | 14 november 2024                     | Irak – Jordanië                      | 0 – 0                                | WK 2026 kwalificatie                 |                                      |                                      |
| 18                                   | 19 november 2024                     | Oman – Irak                          | 0 – 1                                | WK 2026 kwalificatie                 |                                      |                                      |

Bijgewerkt op 4 maart 2025.